# 2005 في تركيا
فيما يلي قوائم الأحداث التي وقعت خلال عام 2005 في تركيا.

## رياضة
- 21 أغسطس – جائزة تركيا الكبرى 2005 الفائز كيمي رايكونن.

## أفلام
من الأفلام التي صدرت هذه السنة في تركيا:
- 1 يناير – أبي وابني من إخراج Çağan Irmak [الإنجليزية]‏.
- 1 يناير – الرحلة الكبرى من إخراج إسماعيل فروخي.
- 1 يناير – ركوب السجادة السحرية من إخراج يلماز أردوغان.

## برامج ومسلسلات وأنمي
- الغريب
- نور
- دموع الورد

## وفيات

### سبتمبر
- 25 سبتمبر – مولود حسين مولود (مواليد 1935) فقيه صوفي عراقي الجنسية تركي الأصل.